# بالگردگاه سد مک‌ناری
بالگردگاه سد مک‌ناری (به انگلیسی: McNary Dam Heliport) یک فرودگاه خصوصی است. این فرودگاه در شهر یومتیلا، اورگن کشور ایالات متحده آمریکا قرار دارد و در ارتفاع ۱۱۱ متری از سطح دریا واقع شده‌است.